# 5q-症候群

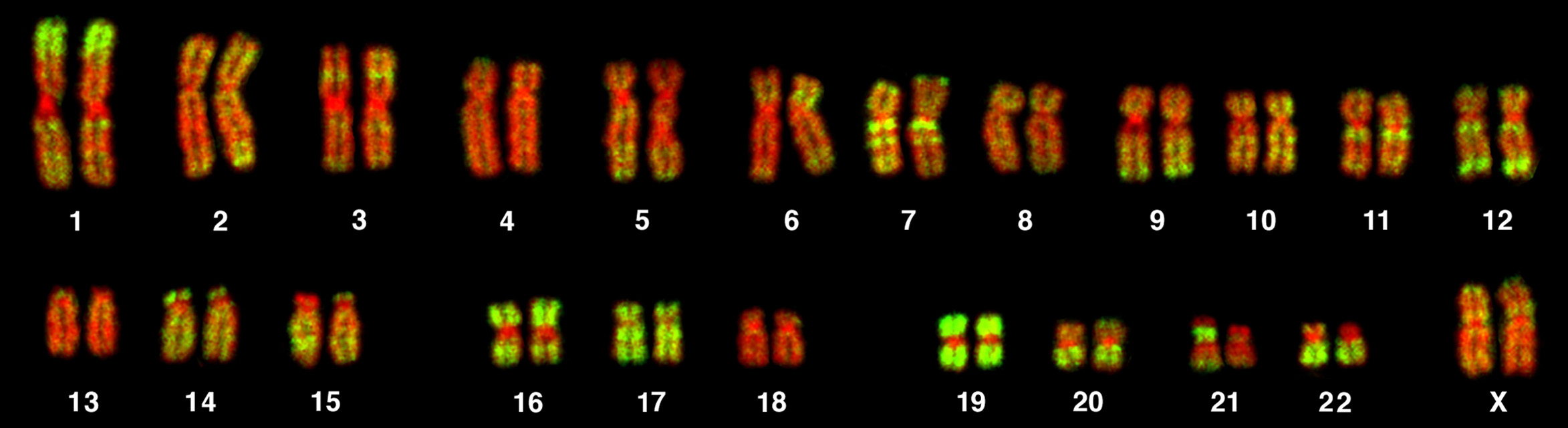
ヒトの染色体。5q-とは造血細胞の5番染色体の一部が欠けることによって発症する

5番染色体の詳細。5q-症候群で欠失する領域は5q31-33の間である

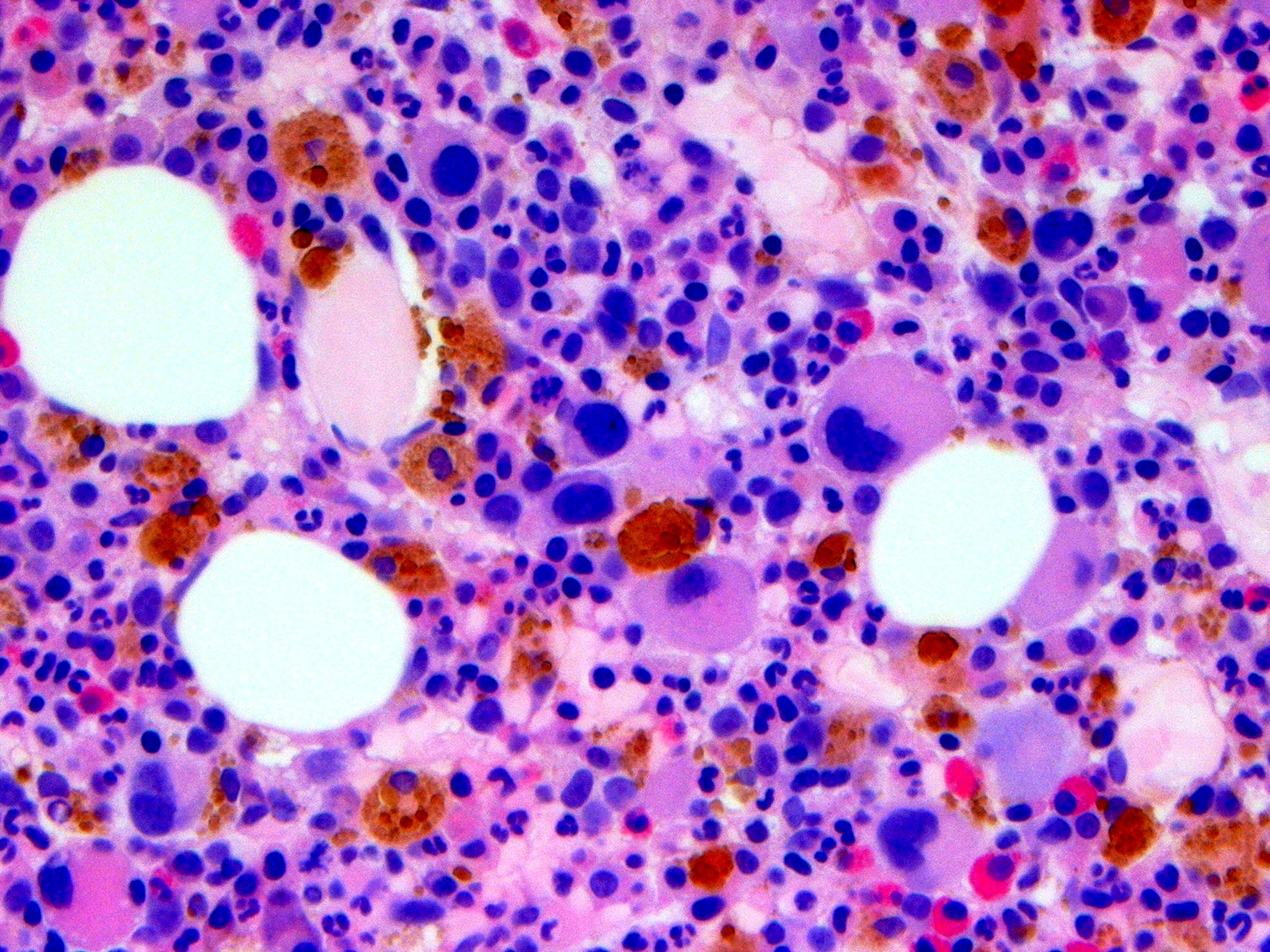
5q-症候群の骨髄。通常では見られない単核の巨核球が明らかに増加している。図で明らかに核と細胞自身が大きな細胞が巨核球である

5q-症候群(ファイブ・キュー・マイナスしょうこうぐん 英名：5q-syndrome)とは骨髄異形成症候群(MDS）の一種で造血細胞の5番染色体の長椀(5q)に欠失が生じたことが原因で発症し、大球性貧血を特徴とする骨髄異形成症候群(MDS）のなかでは進行のゆっくりとした比較的予後の良い血液疾患である。
ただし、5番染色体の長椀の一部だけでなく一本を丸々失ったもの（モノソミー5、monosomy5）や5q以外にも異常を伴ったものは一般に極めて悪性度が高いMDSであり、本稿で述べる5q-症候群とは異なる。

## WHO2008
2008年のWHO分類では、この疾患の名称は Myelodysplastic syndromes associated with isolated del(5q) chromasome abnormality 日本語では「del(5q)単独の染色体異常を伴う骨髄異形成症候群」というが、名称が長すぎるために通常は 5q-syndrome、日本語では5q-症候群と略称される。芽球は5％未満で5q-単独の染色体異常を持つものと定義されている。

## 疫学
一般に男性に多い骨髄異形成症候群(MDS）のなかでは珍しく、5q-症候群だけは女性に多く高齢者に多い。欧米ではMDSの10％を占めMDSでは多い病型であるが
アジア人には少なく日本人ではMDSの中で1.3％程度である。

## 症状
大球性貧血になるので、自覚症状としては一般の貧血と同じく、倦怠感・蒼白などであるが、輸血が不可欠になるほどの高度な貧血を呈することが多い。

## 原因
造血細胞の5番染色体の長椀にある5q31-5q33領域を欠くことで発症する。5q-症候群に関する遺伝子としてはRNA干渉によりリボソームタンパク質のRPS14が有力視されている。
前述したように5番染色体1本丸々の欠損(モノソミー5)や5q欠損以外の異常があると本型と異なる疾患とみなされる。

## 病理学的所見
末梢血では大球性貧血となる。血小板は増加していることが多いが正常値であることもある。芽球は1％以下である。
骨髄では白血球系と巨核球系では正形成か、もしくは過形成であるが、赤芽球系に関しては低形成である。細胞の異形成はあっても軽く、巨核球は単核か2核の小型の物が増加するのが特徴である。

## 診断
診断に血液学的所見を重視する他の血液疾患と違い、5q-症候群は第5染色体のq31-33領域の欠失のみで明確に定義されるところは大きな特徴である。

## 治療
5q-症候群はMDSのなかでは珍しく原因遺伝子が明確に特定され、また治療法の開発の進んでいる病型である。
5q-症候群は重い貧血を呈することが多く、輸血が治療の中心である。輸血で症状の緩和は容易であるが、しかし継続的に輸血が必要となり輸血依存性の様々な問題が生じかねない。近年、サリドマイド誘導体である新薬レナリドミド(Lenalidomide)が極めて有効であることが確認され、輸血依存性の患者には朗報となる可能性が高い。
レナリドミドは，日本では5番染色体長腕欠失を伴う低リスクMDSに対して適応となっており，赤血球輸血量の減少効果が認められている．

## 予後
5q-症候群の予後はMDSのなかでは良好で、患者の多い欧米では患者には比較的高齢者が多いにもかかわらず生存中央値は145ヶ月、患者数の少ない日本の症例検討では200ヶ月以上と長期生存が可能で白血病化する例も少ない。新規に開発された薬レナリドミド(Lenalidomide)が著効を示すので今後はさらに良い結果が得られる可能性が高いと思われる。
ただし、本疾患は強い貧血を伴い輸血が不可欠になることが多いので、献血制度を含む医療制度の整っていない国では必ずしも生命予後が良いとは言えない。
5q-以外にも異常をきたしている病型は極めて不良であり、WHOでも別疾患として扱っている。

## 新薬と薬価問題
著効を示す新薬レナリドミド(Lenalidomide)商品名レブラミドカプセル5mgがアメリカでは2005年、日本では2010年7月に発売されたが、価格は2010年日本円で5mg1カプセル　8,861円であり、5q-症候群では、それを1日に2カプセル/day服用を3週続けて1週休薬のサイクルで継続しなければならず（4週間ごとに37.2万円、1年間で約483万円の薬代）、医療保険制度の整った国家で無いと相当に裕福な患者以外には使用できない経済的な問題が発生する可能性がある。
また、この薬はサリドマイドの誘導体であり、極めて強い催奇性を持つので妊婦には絶対に与えてはならない。